# Ташпулатов, Данияр Дильшатович
Данияр Дильшатович Ташпулатов (каз. Данияр Ділшатұлы Ташпулатов; род. 22 августа 2007, Казахстан) — казахстанский футболист, защитник клуба «Кайрат».

## Клубная карьера
Футбольную карьеру начинал в 2024 году в составе клуба «Кайрат-Жастар». 7 апреля 2024 года в матче против клуба «Алтай» (1:0) дебютировал в первой лиге Казахстана. 16 апреля 2025 года в матче против клуба «Атырау» (4:0) дебютировал в чемпионате Казахстана, выйдя на замену на 82-й минуте вместо Дастана Сатпаева. 1 мая 2025 года в матче против клуба «Экибастуз» (7:0) забил дебютный мяч в первой лиге Казахстана.

## Карьера в сборной
21 октября 2023 года дебютировал за сборную Казахстана до 17 лет в матче против сборной Турции до 17 лет (0:0).

## Достижения
«Кайрат»
- Обладатель Суперкубка Казахстана: 2025

## Клубная статистика
| Клуб             | Сезон            | Лига | Лига | Кубки | Кубки | Еврокубки | Еврокубки | Итого | Итого |
| Клуб             | Сезон            | Игры | Голы | Игры  | Голы  | Игры      | Голы      | Игры  | Голы  |
| ---------------- | ---------------- | ---- | ---- | ----- | ----- | --------- | --------- | ----- | ----- |
| Кайрат           | 2025             | 3    | 0    | 0     | 0     | —         | —         | 3     | 0     |
| Кайрат           | Итого            | 3    | 0    | 0     | 0     | —         | —         | 3     | 0     |
| → Кайрат-Жастар  | 2024             | 9    | 0    | —     | —     | —         | —         | 9     | 0     |
| → Кайрат-Жастар  | 2025             | 9    | 2    | —     | —     | —         | —         | 9     | 2     |
| → Кайрат-Жастар  | Итого            | 18   | 2    | —     | —     | —         | —         | 18    | 2     |
| Всего за карьеру | Всего за карьеру | 21   | 2    | 0     | 0     | —         | —         | 21    | 2     |